# María Cerezuela
María Cerezuela (Baracaldo, Vizcaya, 26 de noviembre de 1993) es una actriz española de cine, teatro y televisión, conocida por su interpretación de la hija de Maixabel Lasa en la película Maixabel, por la cual ganó el premio a mejor actriz revelación en los Premios Goya 2022.

## Biografía
María Cerezuela nació en 1993 en Baracaldo (España). Comenzó su formación interpretativa en el Taller de Artes Escénicas (TAE) de Vitoria (Álava). Posteriormente se diplomó en arte dramático en el Centro de Formación Escénica BAI de Baracaldo (2012-2016), donde coincidió con el actor Urko Olazabal con quien estudió. Tras diplomarse ha desarrollado la mayor parte de su carrera en el teatro.
Tras finalizar sus estudios formó parte de la Compañía Joven/Gazte Konpainia de Pabellón 6 (Bilbao) en "Los Aborígenes. Lorca, Dalí y Buñuel". También ha sido parte del elenco de "Lotsagabe" y "Último Tren a Treblinka" de Vaivén Producciones.
En 2021 interpretó a María Jauregui, hija de Maixabel Lasa, en la película biográfica Maixabel, dirigida por Icíar Bollaín, trabajando junto a Blanca Portillo, Luis Tosar y Urko Olazabal. Gracias a su interpretación en la película, ganó el Goya como Mejor Actriz Revelación en los Premios Goya 2022.

## Filmografía

### Cine
| Año  | Título                             | Rol            | Director                        | Notas        |
| ---- | ---------------------------------- | -------------- | ------------------------------- | ------------ |
| 2021 | Ahora que me voy                   | Laura          | Nahikari Rodríguez y Ana Ibáñez | Cortometraje |
| 2021 | Maixabel                           | María Jauregui | Iciar Bollain                   |              |
| 2023 | Las buenas compañías               | Toto           | Silvia Munt                     |              |
| 2023 | El club de los lectores criminales | Eva Yáñez      | Carlos Alonso-Ojea              |              |
| 2023 | El rey de la semana                | Sofía          | David Pérez Sañudo              | Cortometraje |

### Televisión
| Año  | Título        | Personaje      | Notas                          |
| ---- | ------------- | -------------- | ------------------------------ |
| 2024 | Romi          | Romi           | Mediaset, 8 episodios          |
| 2022 | Intimidad     | Amiga de Leire | Netflix, 1 episodio            |
| 2022 | Desaparecidos |                | Aparición especial, 1 episodio |

### Teatro
| Año  | Título                                         | Director                          |
| ---- | ---------------------------------------------- | --------------------------------- |
| 2016 | Carne, el carnicero y los pecados de los otros | Fernando Montoya                  |
| 2017 | Gitano                                         | Iñaki Urrutia                     |
| 2017 | Los Aborígenes. Lorca, Dalí y Buñuel           | Felipe Loza                       |
| 2018 | Lluvia amarga sobre el Edén                    | Eva Rodríguez                     |
| 2018 | Último tren a Treblinka                        | Mireia Gabilondo                  |
| 2019 | Sinvergüenzas                                  | Dorleta Urretabizkaia             |
| 2019 | Un lugar donde arder                           | María Cerezuela                   |
| 2020 | Mi verano en Burkini                           | Rebeca Sanz Conde y Tatiana Carel |

## Premios y nominaciones
| Año  | Premio       | Categoría               | Trabajo nominado | Resultado | Ref.  |
| ---- | ------------ | ----------------------- | ---------------- | --------- | ----- |
| 2022 | Premios Goya | Mejor actriz revelación | Maixabel         | Ganadora  | [ 9 ] |